# Hong Kong Film Award de la meilleure actrice
| Emplacement | Hong Kong |
| Taille      | 6 mètres  |

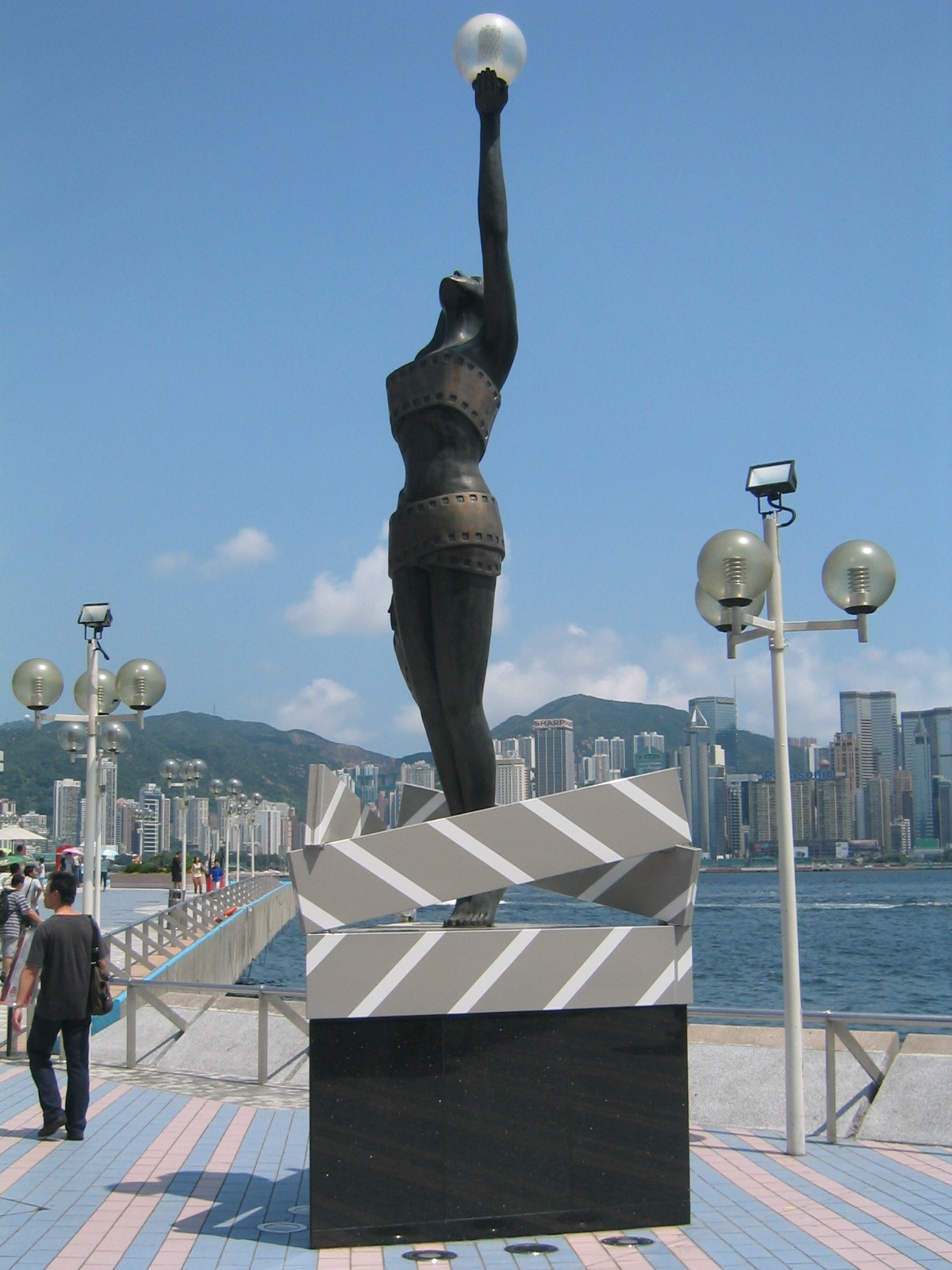
La statue des Hong Kong Film Awards

Le Hong Kong Film Award de la meilleure actrice est une récompense cinématographique remise chaque année depuis 1982. Celle-ci est décernée à une actrice de l'industrie du cinéma pour un travail d'interprétation dans un film où elle tient le premier rôle, jugé comme étant le meilleur de l'année écoulée.

## Liste des vainqueurs du Hong Kong Film Award de la meilleure actrice

### Années 1980
- 1982 : Kara Hui, pour Lady Kung-Fu (My Young Auntie)
- 1983 : Becky Lam, pour Lonely Fifteen
- 1984 : Cecilia Yip, pour Let's Make Laugh
- 1985 : Gaowa Siqin, pour Homecoming
- 1986 : Pauline Wong, pour Love With a Perfect Stranger
- 1987 : Sylvia Chang, pour Passion
- 1988 : Josephine Siao, pour The Wrong Couples
- 1989 : Anita Mui, pour Rouge

### Années 1990
- 1990 : Maggie Cheung, pour A Fishy Story
- 1991 : Carol Cheng, pour Her Fatal Ways
- 1992 : Cecilia Yip, pour This Thing Called Love
- 1993 : Maggie Cheung, pour Center Stage
- 1994 : Anita Yuen, pour C'est la vie, mon chéri
- 1995 : Anita Yuen, pour He's a Woman, She's a Man
- 1996 : Josephine Siao, pour Neige d'été (Summer Snow)
- 1997 : Maggie Cheung, pour Comrades, Almost a Love Story
- 1998 : Maggie Cheung, pour Les Sœurs Soong
- 1999 : Sandra Ng, pour Portland Street Blues

### Années 2000
- 2000 : Helena Law, pour Bullets Over Summer
- 2001 : Maggie Cheung, pour In the Mood for Love
- 2002 : Sylvia Chang, pour Forever and Ever
- 2003 : Lee Sin Je, pour The Eye
- 2004 : Cecilia Cheung, pour Lost in Time
- 2005 : Zhang Ziyi, pour 2046
- 2006 : Zhou Xun, pour Perhaps Love
- 2007 : Gong Li, pour La Cité interdite
- 2008 : Siqin Gaowa pour The Postmodern Life of My Aunt
- 2009 : Pau Hee-ching pour The Way We Are

### Années 2010
- 2010 : Kara Hui pour At the End of Daybreak
- 2011 : Carina Lau pour Détective Dee : Le Mystère de la flamme fantôme
- 2012 : Deannie Yip pour Une vie simple
- 2013 : Miriam Yeung pour Love in the buff
- 2014 : Zhang Ziyi pour The Grandmaster
- 2015 : Zhao Wei pour Dearest
- 2016 : Jessie Li pour Port of Call
- 2017 : Kara Hui pour Happiness
- 2018 : Teresa Mo pour Tomorrow Is Another Day
- 2019 : Chloe Maayan pour Three Husbands

### Années 2020
- 2020 : Zhou Dongyu pour Better Days
- 2022 : Cya Liu pour Limbo
- 2023 : Sammi Cheng pour Lost Love
- 2024 : Jennifer Yu pour In Broad Daylight

## Records
- Actrice la plus récompensée : Maggie Cheung (5 fois entre 1990 et 2001)
- Actrice la plus nommée : Sylvia Chang (12 fois entre 1983 et 2023)
- Victoires consécutives : 2 pour Anita Yuen (en 1994 et 1995), et pour Maggie Cheung (en 1997 et 1998)